# Seznam předmětů ze Středozemě
Toto je seznam předmětů vyskytujících se ve fiktivní Středozemi vytvořené spisovatelem J. R. R. Tolkienem.

## Zbraně

### Angrist
Angrist je řezná zbraň (nůž) vyrobená trpasličím mistrem Telecharem během Prvního věku ve Středozemi.
Jméno Angrist má svůj původ v sindarštině a lze jej překládat ve významu „železořez“ (ang = železo; viz např. Angmar; ris = řezat). „…řezal železo, jako by to bylo čerstvé dřevo“
Nejprve jej nosil elf Curufin (otec proslulého elfského kováře Celebrimbora, který později ukul Tři prsteny moci), později nůž získal Beren, který jej použil k vyříznutí jednoho silmarilu z Morgothovy železné koruny. Při pokusu o získání druhého klenotu se Angrist zlomil, úlomek ostří v letu zasáhl Morgotha a Temný pán se probudil ze spánku, do nějž jej dříve kouzlem uvrhla Lúthien.

### Grond
Grond je obrovské beranidlo použité Sauronem při obléhání Minas Tirith. Původně bylo součástí palice prvního temného pána Morgotha, kterému sloužil Sauron. „Každé máchnutí přivolalo úder blesku který po sobě zanechal kráter“ Říkalo se mu „ruka ďábla“, nebo také „kladivo z podsvětí“. Beranidlo bylo taženo dvěma obrovskými bestiemi a jeho mohutnou váhu museli uvádět do pohybu trollové. Jeho hlava měla podobu hadovitého vlka, v jehož tlamě plál oheň. Na třetí úder rozrazilo (s pomocí Pána nazgûlů) obrovskou bránu Minas Tirith.

### Narsil
Narsil je meč z příběhu Pán Prstenů, který patřil eriadorskému králi Elendilovi. Byl vyroben nogrodským mistrem kovářem Telcharem, což byl nejproslulejší trpasličí kovář ve Středozemi. Byl tedy ukován pravděpodobně někdy v Prvním věku.
Při bitvě na Dagorladu s černou zemí Mordor bojovali elfský král Gil-galad a král lidí Elendil se Sauronem. Sauron padl, ale s ním také Gil-galad a Elendil, který svou vahou zlomil ostří Narsilu. Úlomek zbraně vzal Elendilův syn Isildur a poraženému Sauronovi uťal prst i s Prstenem.
O mnoho let později, na konci Třetího věku, byl mocný meč opět zkut elfy v Roklince a jeho majitelem se stal Aragorn. Meč byl nazván Andúril, Plamen západu, a Aragorn jej dostal, aby přiměl spojence z dávných časů, aby splnili přísahu a pomohli Gondoru. Meč dostal právě Aragorn, protože byl Elendilovým dědicem.

## Prsteny

### Barahirův prsten
Když Morgoth Bauglir prolomil obklíčení Angbandu v Bitvě náhlého plamene, spěchal na pomoc Finrod Felagund svému strýci Fingolfinovi a také svým bratrům Angrodovi a Aegnorovi. Byl však odříznut od svého vojska a bojoval jen s malou družinou svých nejvěrnějších elfů, očekávaje hrdinskou smrt. Tehdy však přispěchal z víru bitvy pán Bëorova domu Barahir se svými nejvěrnějšími bojovníky a za cenu mnohých ztrát dokázal krále elfů vysvobodit. Za to mu Felagund daroval svůj prsten jako záruku a připomínku trvalého přátelství celému jeho domu.
Barahirův prsten se po jeho smrti dostal do rukou Berena, o mnoho let později pak do vlastnictví Elronda, a ten jej daroval Aragornovi.

### Prsteny moci
Prsteny moci jsou magické prsteny, které se poprvé objevují v knize Pán prstenů. Poslední z Prstenů moci, Jeden prsten, vytvořil Temný pán Sauron během Druhého věku, aby zvětšil svou moc a získal vládu nad elfy ve Středozemi. 

## Šperky a klenoty

### Arcikam
Arcikam (Srdce hory, Srdce Ereboru) je velký bílý drahokam, který se vyskytuje v románu Hobit aneb Cesta tam a zase zpátky. Je to královský klenot trpasličího království Ereboru (Osamělé hory), který našli trpaslíci a následně jej přetvořili. Je zvláštní tím, že září svým vnitřním světlem. Thorin Pavéza ho popisuje takto: „Zářil jako stříbro ve světle ohně, jako voda na slunci, jako sníh pod hvězdami, jako déšť na Měsíci ...“ Arcikam byl objeven v srdci hory za doby krále Thráina I. a stal se rodinným dědictvím Durinova lidu. V roce 2770 přiletěl na Osamělou horu drak Šmak a Arcikamu se zmocnil. V roce 2941 přišel do hory Bilbo Pytlík a drahokam Šmakovi vzal. Následně jej měl věnovat právoplatnému dědici Thorinu Pavézovi, ale nedal mu ho, jelikož věděl, že Thorin chce drahokam jen pro sebe a nechce se o jeho krásu rozdělil s ostatními; například s Bardem (ten zabil Šmaka) nebo s králem Thranduilem (král elfů). Po bitvě Pěti Armád Thorin padl a Arcikam byl vložen do jeho hrobu.
Tolkien použil jméno (Arkenstone) ze staré angličtiny earcanstān, nebo staré norštiny jarknasteinn, což znamená „vzácný kámen“.

### Nauglamír
Nauglamír je nádherný náhrdelník, vyrobený trpaslíky ve Středozemi, který se objevuje v knihách Silmarillion, Nedokončené příběhy a Húrinovy děti. Jednalo se o zlatý nákrčník, do nějž Finrod Felagund nechal vsadit velké množství drahých kamenů, které si přinesl z Valinoru. Nákrčník měl tu moc, že padnul komukoli a na krku vždy vypadal důstojně a krásně. Byl považován za největší dílo trpaslíků.
Když elfský král Finrod Felagund budoval město Nargothrond, pomáhali mu přitom trpaslíci. Protože je král za jejich pomoc štědře odměnil, vyrobili mu také Nauglamír. Ten byl potom uložen v králově pokladnici jako největší cennost Nargothrondu.
Když bylo město zničeno drakem Glaurungem, Nauglamír se stal součástí drakova pokladu. Po usmrcení Glaurunga Túrinem se nikdo neodvažoval do trosek Nargothrondu vstoupit, až tam přišel starý trpaslík Mîm. Poté, co byl Húrin propuštěn ze zajetí Temného pána Morgotha, vypravil se do Nargothrondu a nalezl tam Mîma, jak se přehrabuje v nahromaděném zlatě. Protože jej Húrin vinil ze zrady svého syna Túrina, bez milosti jej zavraždil, Mîm před smrtí vyslovil nad celým nargothrondským pokladem kletbu, ať každému přinese jen neštěstí. Húrin si z celého nahromaděného bohatství vybral právě pouze Nauglamír a vypravil se do Doriathu.
Tam vyslovil svůj hněv králi Thingolovi – Thingol byl vychovatelem Túrina v jeho mládí a Túrin poté opustil Doriath ve zlém. Húrin se vinou Morgothových lží domníval, že hlavní podíl nese právě Thingol. Teprve v Doriathu pochopil, že byl Morgothem oklamán, jako omluvu věnoval králi Nauglamír a odešel.
Král se Nauglamíru velmi obdivoval a protože byl rovněž majitelem jednoho ze silmarilů, rozhodl se největší díla elfů a trpaslíků spojit, a proto požádal řemeslníky z trpasličí říše Nogrodu, aby vsadili silmaril do Nauglamíru. Trpaslíci tak učinili, ale když pohlédli na nádheru výsledku svého úsilí, zatoužili klenot vlastnit. Proto řekli králi, že Nauglamír je právoplatným majetkem trpaslíků, a proto si jej ponechají. Král se rozzlobil a začal se s nimi přít, až se na něj trpaslíci vrhli a zabili ho. Tak došla naplnění Mîmova kletba. Ani trpaslíkům však Nauglamír žádné štěstí nepřinesl – většina z nich byla zabita Thingolovými poddanými. Ti, kteří uprchli, se vrátili do Nogrodu a nogrodská armáda na jejich popud přepadla a vyrabovala Doriath. Když se však vracela, byla zničena Zelenými elfy pod vedením Berena. Beren tak pomstil zavražděného krále a Nauglamíru se zmocnil. Věnoval jej své ženě Lúthien, která byla považována za nejkrásnější ženu Středozemě a ve spojení s Nauglamírem a silmarilem představovala největší krásu, jakou svět spatřil.
Po smrti Berena a Lúthien obdržel Nauglamír jejich syn Dior, od nějž přešel k jeho dceři Elwing a ta jej donesla svému muži Eärendilovi, který se pokoušel doplout do Valinoru a požádat Valar o pomoc Středozemi. Říká se, že právě díky moci silmarilu se mu to podařilo. Valar pak pro něj vyrobili nebeskou loď, s níž vstoupil na oblohu a silmaril v Nauglamíru zářil jako nová hvězda.

### Silmarily
Silmarily (quenijsky záření čistého světla, plurál Silmarilli) jsou tři zářící klenoty, v nich je uzavřeno světlo Dvou stromů vytvořených Yavannou.

## Další předměty

### Dračí přilba z Dór-lóminu
Přilba ochraňuje svého nositele před zraněním a smrtí-meče, které přilbu zasáhnou se zlomí a šípy se odrazí. Je z oceli a pokryta zlatem.
Je to trpasličí bojová přilba, z prvního věku, která byla ukována jedním z nejslavnějších trpasličích kovářů Telcharem z Nogrodu, někdy po roce 260 prvního věku, protože v roce 260 prvního věku se poprvé objevil drak Glaurung, vypodobněný na vrcholu přilby.
Dračí přilbu z Dór-lóminu nejvíce proslavil Túrin (známý Turambar). Původně byla, ale tato výjimečná přilba nebyla vyrobena pro něj. Prvním majitelem přilby, pro kterého byla i ukována byl Azaghâl, pán trpaslíků z Modrých hor. Poté, co byl Azaghâl napaden skřety pomohl mu elf Maedhros, kterému jako dar za pomoc daroval přilbu z Dór-lóminu. Ta dále putovala do vlastnictví Fingona, přítele Maedhrose, jemuž ji Maedhros. Fingon přilbu daroval svému pánu Hadorovi, v jehož domě se stala dědičnou. Poté dále přecházela přilba na potomky Hadora, až do doby, kdy se u něj objevil Túrin, který přilbu z Dór-lóminu často nosíval do bitev. Ale když se z něj stal hledaný psanec, raději ji odkládal, aby nebyl poznán. Poslední zmínka o přilbě je v bitvě na Tumhaladu, po ní se pravděpodobně ztratila.

### Palantír
Palantír je kámen fungujcí víceméně jako křišťálová koule. V palantíru je možné vidět vzdálené věci (v prostoru i v čase) nebo lze s jeho pomocí komunikovat s jiným palantírem, a tak se domlouvat na dálku.

## Materiály

### Galvorn
Galvorn je zářivý černý kov. Vynálezcem tohoto kovu je temný elf Eöl. Jedná se o kov z meteorického železa, stejně tvrdý, jako je trpasličí ocel. Díky jeho velice dobré kujnosti se dal ukout ohebný a tenký a přesto odolával každému meči, sekeře či šípu. Eöl si z tohoto kovu vyrobil zbroj, kterou si oblékal, kdykoli odcházel ze svého lesního domova v Nan Elmothu. Tam z galvornu ve své kovárně vyrobil dva meče. Prvním byl Anguirel, který nosil Eöl sám. Tím druhým byl Anglachel, později překovaný nargothrondskými kováři a přejmenovaný na Gurthang (železo smrti). V té době ho nosil Túrin, syn Húrinův, který si podle něj nechal říkat Mormegil (černý meč).

### Mithril
Mithril či pravostříbro je kov, jenž je pevnější než ocel, lehký, trvanlivý, dražší než zlato.

## Potraviny

### Lembas
Lembas je chléb vyráběný elfy. Má regenerační účinky, snižuje únavu a vyčerpání. Bývá zabalen v listech z Lórienu a má tvar oplatky. Při své cestě dostalo Společenstvo prstenu od paní Galadriel z Lórienu velkou zásobu lembasu.